# Данні Блюм
Данні Блюм (нім. Danny Blum, нар. 7 січня 1991, Франкенталь, Німеччина) — німецький футболіст, нападник клубу «Нюрнберг».

## Ігрова кар'єра

### Клубна

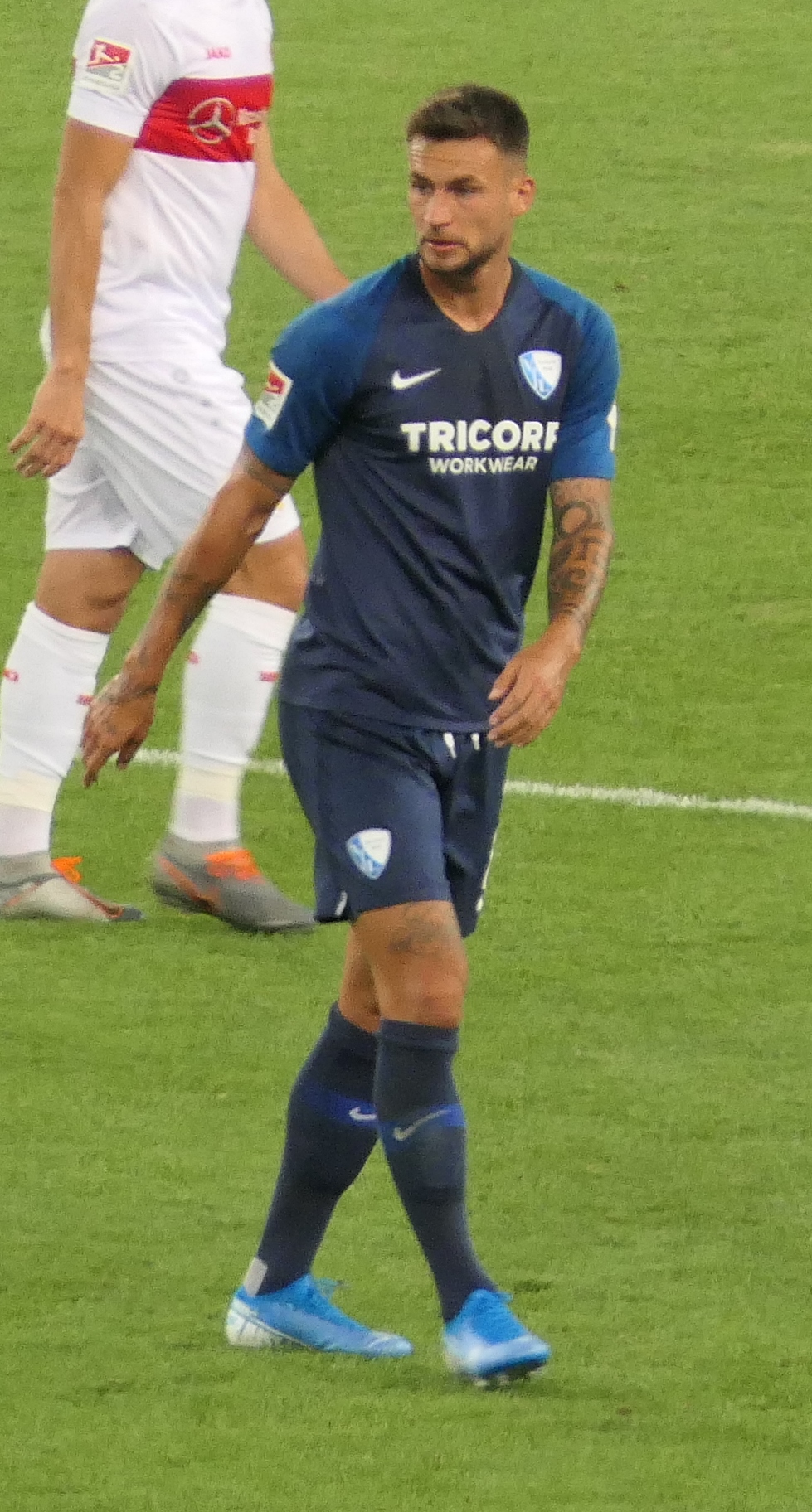
Данні Блум у складі «Бохума» у 2019 році

Перші кроки у футболі Данні робив у місцевому клубі аматорського рівня з міста Франкенталь. Пізніше футболіст грав у молодіжних командах клубів «Кайзерслаутерн», «Шальке 04» та «Вальдгоф».
У зимове міжсезоння Блюм перейшов до клубу Третьої ліги «Зандгаузен», разом з яким у 2012 році виграв турнір Третьої ліги і отримав право грати у Другій Бундеслізі. Перед початком сезону 2014/15 перейшов до клубу «Нюрнберг» але через травму пропустив майже половину сезону. Першу гру у складі «Нюрнберга» нападник провів лише у лютому 2015 року.
Перед сезоном 2016/17 Данні як вільний агент перебрався до клубу Бундесліги «Айнтрахт» із Франкфурта. У вересні 2016 року футболіст дебютував у матчах Бундесліги. Та у 2018 році нападника «відправили» в оренду — у клуб іспанської Сегунди «Лас-Пальмас». Влітку 2019 року Блюм повернувся до Німеччини, де підписав контракт із клубом Другої Бундесліги «Бохумом» до червня 2021 року.
У серпні 2022 року Блюм продовжив кар'єру у складі кіпрського клубу АПОЕЛ, куди він вілправився в оренду. У січні 2023 року Данні повернувся на батьківщину і підписав контракт з уже відомим йому «Нюрнбергом».

### Збірна
З 2006 року Данні Блюм виступав за юнацькі збірні Німеччини різних вікових категорій.

## Титули
Айнтрахт
 Переможець Кубка Німеччини: 2017/18
Бохум
- Переможець Другої Бундесліги: 2020/21[8]

## Приватне життя
З 2014 року сповідує іслам.